# Tenodera fasciata
Tenodera fasciata es una especie de mantis de la familia Mantidae.

## Distribución geográfica
Se encuentra en la India, Sri Lanka, China, Birmania, Tailandia, Malasia, Filipinas, Java, isla Flores, Sumba, Molucas, Sulawesi y  Borneo.